# Нобилисимус
Nobilissimus (Nobilissimus; ж.р.: Nobilissima; на Византийски гръцки: nōbelissimos; νωβελίσσιμος) е едно от най-важните императорски титулувания в късната Римска империя и Византийската империя.
Nobilissimus е първо епитет на титлата на Цезар на престолонаследника, който от Гета (198) е наричан nobilissimus Caesar.
Според историкът Зосим пръв Константин I Велики въвежда названието nobilissimus (vir) за отличаване на някои свои роднини, без това да им дава право на престола. Децата са наричани nobilissimus puer или nobilissima puella.
Носителите на тази титла получават на церемония от императора пурпурна туника, палто и колан.
През 11 век титлата се дава и на заслужили военачалници, първо на бъдещия император Алексий I Комнин. През 12 век по времето на Комнините значението на Nobilissimus запада и се въвеждат новите титли prōtonōbelissimos и prōtonōbelissimohypertatos.

## Nobilissimi
- Валерий Ромул
- Юлий Констанций
- Ханибалиан
- Варониан
- Юлиан, син на Константин III
- Елия Пулхерия
- Гала Плацидия
- Валентиниан III
- Юстиниан I
- Мартин, най-малкият син на Ираклий и Мартина
- Баграт IV от Грузия
- Гиорги II от Грузия
- Алексий I Комнин
- Робер Гискар